# Macromedia
Macromedia was een softwarebedrijf uit de Verenigde Staten dat bekend is van diverse webdesignprogramma's. De hoofdzetel van Macromedia bevindt zich in San Francisco (Californië).
Het bedrijf ontstond toen Authorware Inc. en MacroMind-Paracomp in 1992 samengingen. Macromedia werd op 18 april 2005 door Adobe Systems Incorporated overgenomen voor $3.4 miljard. De transactie werd officieel goedgekeurd en bekrachtigd op 3 december 2005.

## Softwareproducten
- Dreamweaver, een bewerkingsprogramma voor webpagina's
- Flash, voor het maken van geavanceerde animaties en filmpjes
- Coldfusion, een eenvoudige serverscripttaal, vergelijkbaar met PHP, maar dan met tags
- Fireworks, een grafisch programma, vergelijkbaar met Adobe Photoshop
- Director, voor het maken van multimedia presentaties en Shockwave animaties
- Flex, voor het bouwen van Rich Internet Application (RIA's)
- Freehand, voor vectorafbeeldingen.